# Bailādila Range
Bailādila Range är en bergskedja i Indien.   Den ligger i delstaten Chhattisgarh, i den centrala delen av landet, 1 200 km söder om huvudstaden New Delhi.